# Ammodramus
Ammodramus é um gênero de ave da família Emberizidae.

## Espécies
Nove espécies são reconhecidas para o gênero Ammodramus:
- Ammodramus maritimus (Wilson, 1811)
- Ammodramus nelsoni Allen, 1875
- Ammodramus caudacutus (J.F. Gmelin, 1788)
- Ammodramus leconteii (Audubon, 1844)
- Ammodramus bairdii (Audubon, 1844)
- Ammodramus henslowii (Audubon, 1829)
- Ammodramus savannarum (J.F. Gmelin, 1789)
- Ammodramus humeralis (Bosc, 1792)
- Ammodramus aurifrons (Spix, 1825)